# Margaret Nolan
Margaret Ann Nolan, nota anche con lo pseudonimo di Vicky Kennedy (Hampstead, 29 ottobre 1943 – Camden, 5 ottobre 2020), è stata un'attrice e modella britannica.
È nota per essere apparsa nei titoli di testa del film Agente 007 - Missione Goldfinger del 1964 e per essere stata una delle pin up più fotografate dal fotografo e regista britannico Harrison Marks.

## Biografia
Margaret Nolan muore il 5 ottobre 2020 all'età di 76 anni.

## Filmografia parziale

### Cinema
- One Track Mind, regia di Harrison Marks - cortometraggio (1962)
- Saturday Night Out, regia di Robert Hartford-Davis (1964)
- Giungla di bellezze (The Beauty Jungle), regia di Val Guest (1964)
- Agente 007 - Missione Goldfinger (Goldfinger), regia di Guy Hamilton (1964)
- Tre camere a Manhattan (Three Rooms in Manhattan), regia di Marcel Carné (1965)
- Carry On Cowboy, regia di Gerald Thomas (1965)
- Spogliarello per una vedova (Promise Her Anything), regia di Arthur Hiller (1965)
- La rapina più scassata del secolo (The Great St. Trinian's Train Robbery), regia di Sidney Gilliat e Frank Launder (1966)
- Il grande inquisitore (Witchfinder General), regia di Michael Reeves (1968)
- Non alzare il ponte, abbassa il fiume (Don't Raise the Bridge, Lower the River), regia di Jerry Paris (1968)
- Can Heironymus Merkin Ever Forget Mercy Humppe and Find True Happiness?, regia di Anthony Newley (1969)
- Carry On Henry, regia di Gerald Thomas (1971)
- Carry On at Your Convenience, regia di Gerald Thomas (1971)
- Carry On Matron, regia di Gerald Thomas (1972)
- Niente sesso, siamo inglesi (No Sex Please, We're British), regia di Cliff Owen (1973)
- Carry On Girls, regia di Gerald Thomas (1973)
- Carry On Dick, regia di Gerald Thomas (1974)
- Positions of Power, regia di Jacky Garstin - cortometraggio (1983)
- Gunbus... e divennero eroi (Sky Bandits), regia di Zoran Perisic (1986)
- The Power of Three, regia di Yvonne Deutschman (2011)
- Ultima notte a Soho (Last Night in Soho), regia di Edgar Wright (2021)

### Televisione
- Simon Templar - serie TV, episodio 2x08 (1963)
- The Newcomers - serie TV, 17 episodi (1966)
- Crown Court - serie TV, 4 episodi (1973-1983)
- Q5 - serie TV, episodi 2x01-2x02-2x03 (1975)
- Fox - serie TV, episodi 1x05-1x09-1x13 (1980)
- Crossroads - soap opera, 14 episodi (1983)